# Tajna Peršić
Tajna Peršić hrvatska je filmska i kazališna te glasovna glumica.

## Životopis
Osnovnu i srednju školu završava u Zagrebu. Godine 2004. diplomirala je povijest i kroatistiku, a 2014. diplomirala je i glumu.

## Filmografija

### Filmske uloge
- "Valcer za prvi maj" kao Maja (2019.)
- "Jedno ubojstvo za van" kao Tamara (2017.)

### Kazališne uloge
- "Pojela te abeceda"
- "Neandertalix"
- "Olimpijske priče"
- "Tramvaj zvan čežnja" kao Stella Kowalski (2014.)

### Sinkronizacija
- "Vlak dinosaura" kao Shiny
- "Winx" kao Tecna, Griselda, Digit (2008.), Diana, nebenske vile (2010.)
- "Peppa Praščić" kao Peppa (2007. – 2016.)
- "Legenda o Korri" kao Suyin Beifong (2012. - 2014.)

## Vanjske poveznice
- Službena stranica na Instagramu